# 细花短蕊茶
细花短蕊茶（学名：Camellia parviflora）为山茶科山茶属的植物。其种加词“parviflora”意为“小花的”。中国特有植物。分布于中国大陆的海南等地，多生长于低海拔的常绿林，目前尚未由人工引种栽培。